# عصای موسی

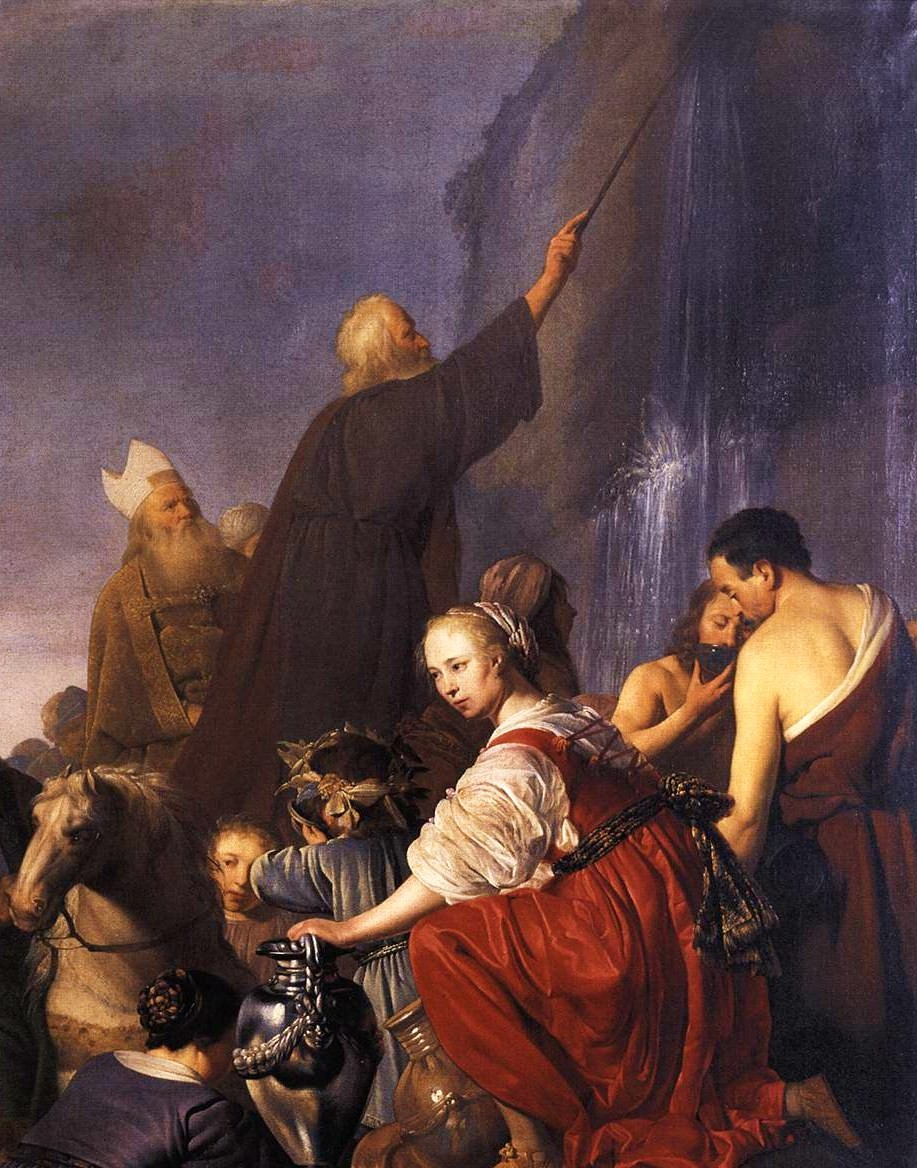
شکافتن سنگ توسط موسی

عصای موسی (به عبری: מַטֶּה) نام عصایی است که در تنخ و قرآن به آن اشاره شده‌است. در سفر خروج، اولین کتاب تورات، گفته شده موسی از آن برای بیرون آوردن آب از سنگ و شکافتن دریا استفاده کرد. سفر خروج همچنین از تبدیل شدن آن به مار نیز روایت کرده‌است. در تورات به عصای هارون هم اشاره شده‌است.